# Полозище
Полозище — деревня в Приволжском районе Ивановской области России. Входит в состав Рождественского сельского поселения.

## География
Деревня расположена в северной части Ивановской области, в зоне хвойно-широколиственных лесов, в пределах восточной части Ростово-Рождественской моренной гряды, при автодороге 24Н-003, на расстоянии примерно 9 километров (по прямой) к юго-востоку от города Приволжска, административного центра района. Абсолютная высота — 124 метра над уровнем моря.

### Климат
Климат характеризуется как умеренно континентальный, с продолжительной морозной многоснежной зимой и умеренно жарким влажным летом. Среднегодовая температура воздуха — 2,7 °C. Средняя температура воздуха самого холодного месяца (января) — −11,8 °C (абсолютный минимум — −46 °C), средняя температура самого тёплого (июля) — 17,4 °С (абсолютный максимум — 38 °C). Безморозный период длится около 120—150 дней. Годовое количество атмосферных осадков составляет 700—750 мм, из которых большая часть выпадает в тёплый период.

### Часовой пояс
Деревня Полозище, как и вся Ивановская область, находится в часовой зоне МСК (московское время). Смещение применяемого времени относительно UTC составляет +3:00.

## Население
| 2010 | 2013 |
| ---- | ---- |
| 23   | →23  |

### Национальный состав
Согласно результатам переписи 2002 года, в национальной структуре населения русские составляли 100 % из 12 чел.